# Estabilidad transversal

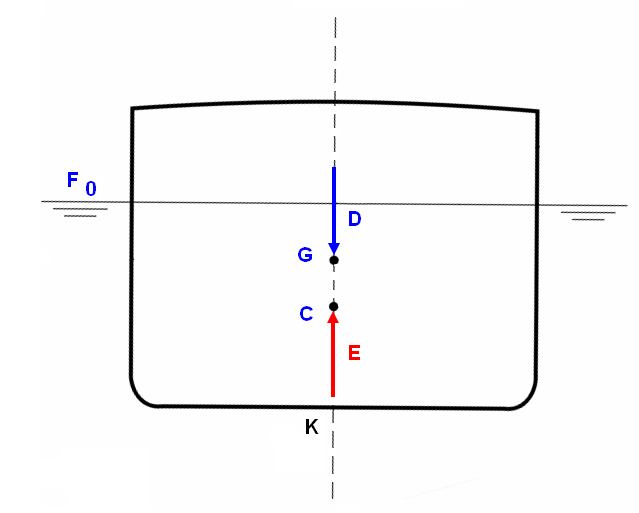
Estado inicial de equilibrio, Flotación Cero

## Estabilidad transversal inicial (Para pequeños ángulos de escora)
Supóngase un buque, cuyo corte transversal se muestra en la figura superior, en posición de equilibrio: su peso (desplazamiento D), aplicado en el centro de gravedad G, se ve equilibrado por el empuje E, aplicado en el centro de carena C.
Si por acción de un momento externo el buque es llevado a la posición indicada en la figura inferior, adoptando un ángulo respecto de la vertical denominado (Phi) φ y luego dejado libre, podemos decir:
- El desplazamiento se mantiene invariable y aplicado en G.
- El Empuje también se mantiene constante pues su carena lo es, pero no así su forma, por lo que el centro de carena se desplaza a la posición C1. Se genera así una nueva recta de acción y un momento adrizante Mom = D.{\displaystyle {\bar {GZ}}}, que tiende a hacer regresar al buque a la posición inicial.

El secreto para comprender el efecto de la estabildad transversal de un buque radica en entender que todas las fuerzas se mantienen constantes pero no así el punto de aplicación del empuje que, merced a la forma del casco, hace que el centro de gravedad del volumen de agua desplazado, esto es, el centro de carena o empuje, se desplace lateralmente dando origen al brazo adrizante.

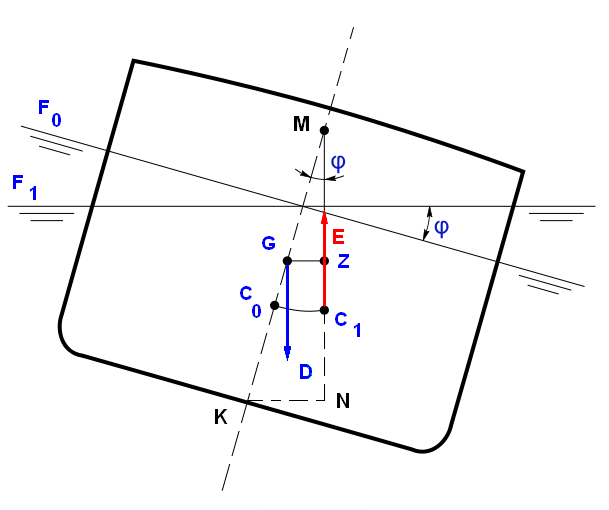
Estado final del periodo de rólido, Flotación Uno

## Determinación del brazo adrizanteGZ¯{\displaystyle {\bar {GZ}}}
Del triángulo rectángulo formado por los puntos GZM se deduce que.
{\displaystyle {\bar {GZ}}} = {\displaystyle {\bar {GM}}} x {\displaystyle sin{\varphi }}
por lo que debemos abocarnos a la determinación del segmento {\displaystyle {\bar {GM}}} (altura metacéntrica) para poder cuantificar el brazo adrizante.
{\displaystyle {\bar {GM}}={\bar {KM}}-{\bar {KG}}}
La coordenada vertical del punto M ({\displaystyle {\bar {KM}}})es una variable en función del calado del buque, es decir de la condición de carga en el instante considerado. Se obtiene de las curvas de atributos de carena derecha que son suministradas por el astillero. Se ingresa en las mismas con el calado medio y se obtine la posición vertical del metacentro contado desde el origen K.
Resta ahora determinar {\displaystyle {\bar {KG}}} esto es, la posición vertical del centro de gravedad del buque. El que también es una variable y depende entre otros muchos factores de la distribución de pesos a bordo. 
Este valor surge de la aplicación del concepto de sumatorias de momentos estáticos respecto de un plano (teorema de Varignon). Es decir, en un sistema de fuerzas, el momento de la resultante es igual a la sumatoria de los momentos de las componentes parciales.

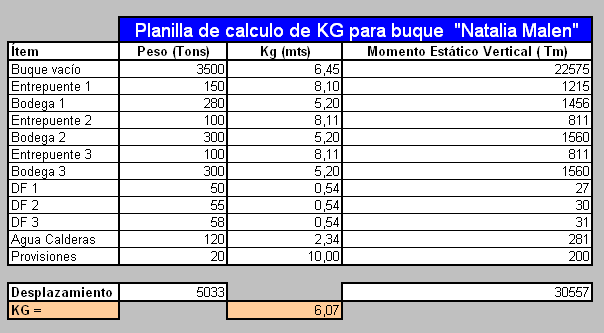
Planilla para cálculo de KG

Para efectuar esta sumatoria se cuenta a bordo con planillas que contemplan cada uno de los compartimentos de carga, tanques de combustible, lastre, provisiones y por supuesto el peso y posición del C de G del buque vacío. En la actualidad todos estos cálculos se efectúan mediante programas de ordenadores que no solo agilizan la operación sino que aseguran la exactitud.
A título de ejemplo mencionaremos un planilla esquemática para mostrar los procedimientos de cálculo que se siguen y las consideraciones a tener en cuenta.
La realidad es que para un buque portacontenedores esta planilla tiene tantos ítems como contenedores y contempla las coordenadas vertical y longitudinal de cada elemento. 
Para el desplazamiento calculado (planilla) se obtiene de las curvas de atributos de carena derecha, el calado para agua dulce o salada según sea el caso y la posición vertical del punto M ({\displaystyle {\bar {KM}}})
Una vez determinado la coordenada vertical del centro de gravedad ({\displaystyle {\bar {KG}}}) se estará en condiciones de determinar el segmento GM. Y del análisis de éste se tendrá una idea de la estabilidad trasversal inicial.
La convención para la salvaguarda de la vida humana en el mar (SOLAS) determina el criterio de estabilidad trasversal inicial que deberán cumplir las embarcaciones de acuerdo a las características propias.
Además del criterio de la OMI existen otros adoptados por distintas autoridades 
de aplicación. 
Se deberá tener en cuenta la estabilidad a grandes ángulos y la estabilidad dinámica para conocer en profundidad el grado de seguridad que brinda una determinada condición de carga.

El peso de la espada se opone a la escora

El peso de la espada se opone a la escora

Se pueden distinguir 2 tipos de estabilidad. Una dada por la forma del buque y otra por la distribución de pesos en el buque. 
La estabilidad de la forma es evidente en el caso de catamaranes, que con su manga impide el volcamiento.
La estabilidad por pesos es la que se da en una Jola cuya espada puede contrarrestar el desvío del centro de gravedad de la nave.